# Logan (Ohio)
Logan település az Amerikai Egyesült Államok Ohio államában, Hocking megyében, melynek megyeszékhelye is. Lakosainak száma 7296 fő (2020. április 1.).

## Népesség
A település népességének változása:

| 2010 | 7 152 |
| 2020 | 7 296 |